# Iwona Sudoł-Szopińska
Iwona Sudoł-Szopińska (ur. 2 czerwca 1970 w Kozienicach) – polski lekarz radiolog, nauczyciel akademicki, profesor nauk medycznych, od 2015 roku do grudnia 2018 roku pełniła obowiązki dyrektora do spraw naukowych Narodowego Instytutu Geriatrii, Reumatologii i Rehabilitacji im. prof. dr hab. med. Eleonory Reicher.

## Życiorys
Absolwentka II Wydziału Lekarskiego Akademii Medycznej w Warszawie; dyplom lekarza uzyskała w 1995 r. W roku 2000 ukończyła z wyróżnieniem Roczne Podyplomowe Studium Menedżerskie w Szkole Głównej Handlowej. Od roku 1996 zatrudniona w Zakładzie Diagnostyki Obrazowej II Wydziału Lekarskiego Akademii Medycznej, początkowo na stanowisku asystenta, od roku 2002 na stanowisku starszego asystenta, od roku 2013 na stanowisku profesora nadzwyczajnego. Od października 2018 roku na stanowisku profesora. W latach 2004–2010 zatrudniona w Centralnym Instytucie Ochrony Pracy – PIB na stanowisku pełnomocnika dyrektora ds. programów międzynarodowych oraz kierownika pracowni obciążeń termicznych. Od roku 2010 pełni obowiązki kierownika Zakładu Radiologii, w Instytucie Reumatologii, zwanym od roku 2015 Narodowym Instytutem Geriatrii, Reumatologii i Rehabilitacji w Warszawie (NIGRiR), od roku 2012 na stanowisku profesora nadzwyczajnego IR (obecny NIGRiR). Od 2015 do 2018 roku pełniła obowiązki dyrektora ds. naukowych NIGRiR. Na tym stanowisku została zastąpiona przez dr hab. n. med. Agnieszkę Paradowską-Gorycką.
W 1998 roku uzyskała specjalizację I stopnia z medycyny nuklearnej, w 2002 roku jednostopniową specjalizację z radiologii i diagnostyki obrazowej. W roku 1998 uzyskała stopień doktora nauk medycznych nadany przez Radę II Wydziału Akademii Medycznej w Warszawie na podstawie pracy Wartość badań obrazowych w diagnostyce guzów nadnerczy, przygotowanej pod kierunkiem prof. dr hab. n. med. Wiesława Jakubowskiego. W 2003 roku uzyskała stopień naukowy doktora habilitowanego nauk medycznych nadany uchwałą Rady II Wydziału Lekarskiego Akademii Medycznej w Warszawie na podstawie rozprawy Przydatność endosonografii w diagnostyce przetok i ropni odbytu. W roku 2012 Prezydent RP nadał Iwonie Sudoł-Szopińskiej tytuł profesora.

## Dydaktyka i praca naukowa
Od roku 1998 prowadzi wykłady i seminaria dla studentów polskich i anglojęzycznych na II Wydziale Lekarskim oraz studentów Wydziału Fizjoterapii Warszawskiego Uniwersytetu Medycznego. Od roku 2002 wykładowca na szkoleniach z zakresu ultrasonografii przezodbytniczej odbytu i odbytnicy organizowanych przez Polskie Towarzystwo Ultrasonograficzne. Od roku 2003 wykłada na kursach Centrum Medycznego Kształcenia Podyplomowego, Roztoczańskiej Szkoły Ultrasonografii oraz na zaproszenie regionalnych oddziałów towarzystw naukowych. Od roku 2008, razem z dr hab. n. med. Małgorzatą Kołodziejczak, kierownik naukowy kursu pn.: Diagnostyka i leczenie chorób proktologicznych, organizowanego przez Roztoczańską Szkołę Ultrasonografii w Zamościu. Opiekun 7 przewodów doktorskich, w tym 4 zakończonych. Od roku 2015 organizuje też w Polsce w listopadzie coroczną międzynarodową konferencje Sports&Arthritis, która poświęcona jest nowoczesnej diagnostyce obrazowej chorób układu ruchu.

## Działalność w stowarzyszeniach i prace redakcyjne
Od roku 1997 należy do kolegium redakcyjnego pisma Polskiego Towarzystwa Ultrasonograficznego "Ultrasonografia". W latach 2004–2011 była redaktorem działowym "International Journal of Occupational Safety and Health". Od 2004 roku jest redaktorem działowym czasopisma "New Medicine". Od 2004 roku jest członkiem komitetu naukowego Zjazdu Polskiego Towarzystwa Ultrasonograficznego. Od roku 2012 redaktor naczelna "Journal of Ultrasonography", od roku 2015 przewodnicząca Arthritis Subcommittee of the European Society of Musculoskeletal Radiology, a od 2016 redaktor naczelna "Acta Historiae Medicinae. Journal of History of Medicine, Ethics and Deontology". Od 2016 roku jest członkiem Scientific Subcommittee European Congress of Radiology. Jest członkiem Zarządu Executive Commiittee of the ESSR. Jest też od 2 września 2014 roku członkiem Komisji nadzoru nad jakością działalności dydaktycznej w IR obecnie NIGRiR. Należy do Towarzystw Naukowych: Polskie Towarzystwo Ultrasonograficzne, Polskie Lekarskie Towarzystwo Radiologiczne, Polski Klub Koloproktologii, European Council of Coloproctology, Europejskie Towarzystwo Radiologii Mięśniowo-Szkieletowej ESSR i Polskie Towarzystwo Reumatologiczne. Oprócz tego jest członkiem Narodowej Rady Geriatrii przy NIGRiR, Narodowej Rady Reumatologii NIGRiR, Narodowej Rady Rehabilitacji NIGRiR, Wiceprzewodniczącą Sekcji PLTR Urazy Sportowe i członkiem rady redakcyjnej Medical Ultrasonography.

## Działalność wdrożeniowa
W 2016 roku koordynowała wdrożenie w NIGRiR zasad Europejskiej Karty Naukowca i Kodeksu postępowania przy rekrutacji pracowników naukowych, zakończone przyznaniem instytutowi przez Komisję Europejską Logo HR Excellence in Research.

## Nagrody
- Nagroda za najlepszą publikację roku 2016 Polskiego Towarzystwa Ultrasonograficznego im. Doc. Ewy Bażko (za Diagnostyka obrazowa zapalnych chorób reumatycznych),
- Nagroda Dyrektora NIGRiR oraz Polskiego Towarzystwa Reumatologicznego za monografię Diagnostyka obrazowa zapalnych chorób reumatycznych.
- W 2003 roku otrzymała nagrodę II stopnia Rektora Akademii Medycznej za cykl publikacji poświęconych diagnostyce endosonograficznej chorób odbytu.
- 8 stycznia 2014 roku Prezydent RP przyznał jej Srebrny Krzyż Zasługi.